# Liste der Monuments historiques in Liernolles
Die Liste der Monuments historiques in Liernolles führt die Monuments historiques in der französischen Gemeinde Liernolles auf.

## Liste der Bauwerke
| Bezeichnung                                             | Beschreibung | Standort | Kennzeichnung | Schutzstatus | Datum | Bild |
| ------------------------------------------------------- | ------------ | -------- | ------------- | ------------ | ----- | ---- |
| Château de la Forêt de Viry (Fotos in der Base Mérimée) | Schloss      | (Lage)   | PA00093136    | Inscrit      | 1956  |      |

## Liste der Objekte
- Monuments historiques (Objekte) in Liernolles in der Base Palissy des französischen Kultusministeriums